# Ytterön, Karlskrona kommun
Ytterön är en ö i Karlskronas östra skärgård. Ön nås via en linfärja från fastlandet som trafikerar ön året runt. Den går var 15 minut. Ytterön är numera sammanväxt med Östra Hästholmen. 
Delar av Ytterön ingår i Hästholmen-Ytteröns naturreservat. Reservatet, som skapades 1975, omfattar 1160 ha, varav 377 ha land.